# Florian Gruber
Florian Gruber (Bressanone, 15 novembre 1994) è uno slittinista italiano.

## Biografia
Ha iniziato a gareggiare per la nazionale italiana nelle varie categorie giovanili, sia nella specialità del singolo sia in quella del doppio in coppia con Simon Kainzwaldner, prendendo parte alla prima edizione dei Giochi olimpici giovanili invernali ad Innsbruck 2012, occasione in cui, oltre ad essere stato il portabandiera della squadra azzurra, ha conquistato la medaglia d'oro nel doppio ed è giunto quinto nella gara a squadre. Ai campionati mondiali juniores ha ottenuto una medaglia d'argento nel doppio ad Igls 2014 e due medaglie nelle gare a squadre: l'oro a Park City 2013 ed il bronzo a Schönau am Königssee 2012; ha inoltre trionfato nella classifica finale della Coppa del Mondo juniores nella stagione 2013/14.
A livello assoluto ha esordito in Coppa del Mondo il 29 novembre 2014, nella tappa inaugurale della stagione 2014/15, ottenendo la quinta posizione nel doppio ad Igls e concludendo l'annata al decimo posto in classifica generale nel doppio.
Ha preso parte a tre edizioni dei campionati mondiali, a Sigulda 2015, Schönau am Königssee 2016 e ad Igls 2017 e in tutte le occasioni ha vinto la medaglia d'argento nella speciale classifica riservata agli under 23.

## Palmarès

### Mondiali under 23
- 3 medaglie:
  - 3 argenti (doppio a Sigulda 2015; doppio a Schönau am Königssee 2016; doppio a Igls 2017).

### Mondiali juniores
- 3 medaglie:
  - 1 oro (gara a squadre a Park City 2013);
  - 1 argento (doppio ad Igls 2014);
  - 1 bronzo (gara a squadre a Schönau am Königssee 2012).

### Europei juniores
- 1 medaglia:
  - 1 argento (gara a squadre ad Oberhof 2013).

### Olimpiadi giovanili
- 1 medaglia:
  - 1 oro (doppio a Innsbruck 2012).

### Coppa del Mondo
- Miglior piazzamento in classifica generale nel doppio: 10° nel 2014/15.

### Coppa del Mondo juniores
- Vincitore della Coppa del Mondo juniores nel doppio nel 2013/14.
- Miglior piazzamento in classifica generale nel singolo: 23° nel 2011/12.

### Coppa del Mondo giovani
- Miglior piazzamento in classifica generale nel singolo: 21° nel 2010/11.